# Ematurga tenuilineata
Ematurga tenuilineata là một loài bướm đêm trong họ Geometridae.